# Alte Inselkirche (Spiekeroog)

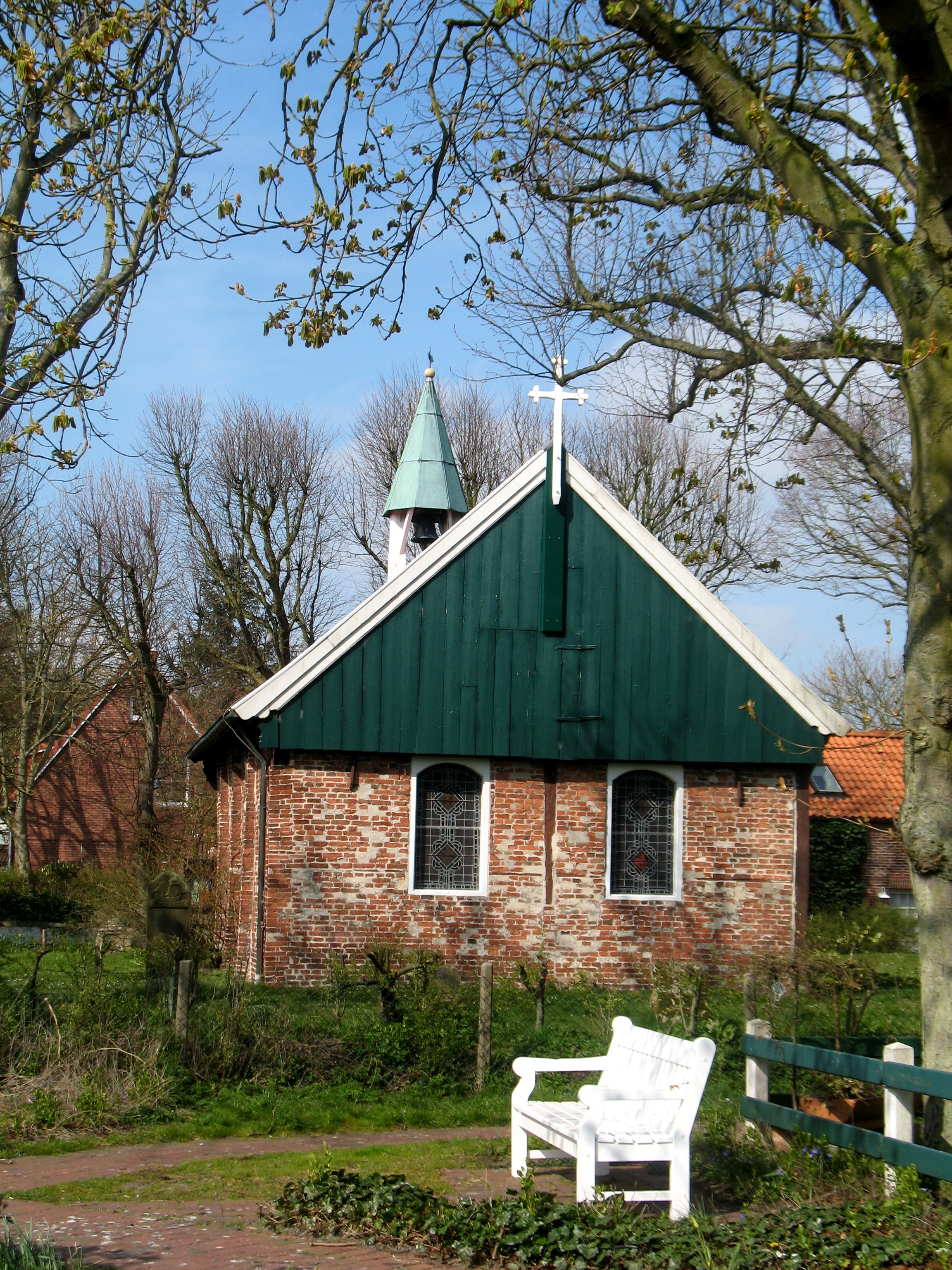
Alte Inselkirche

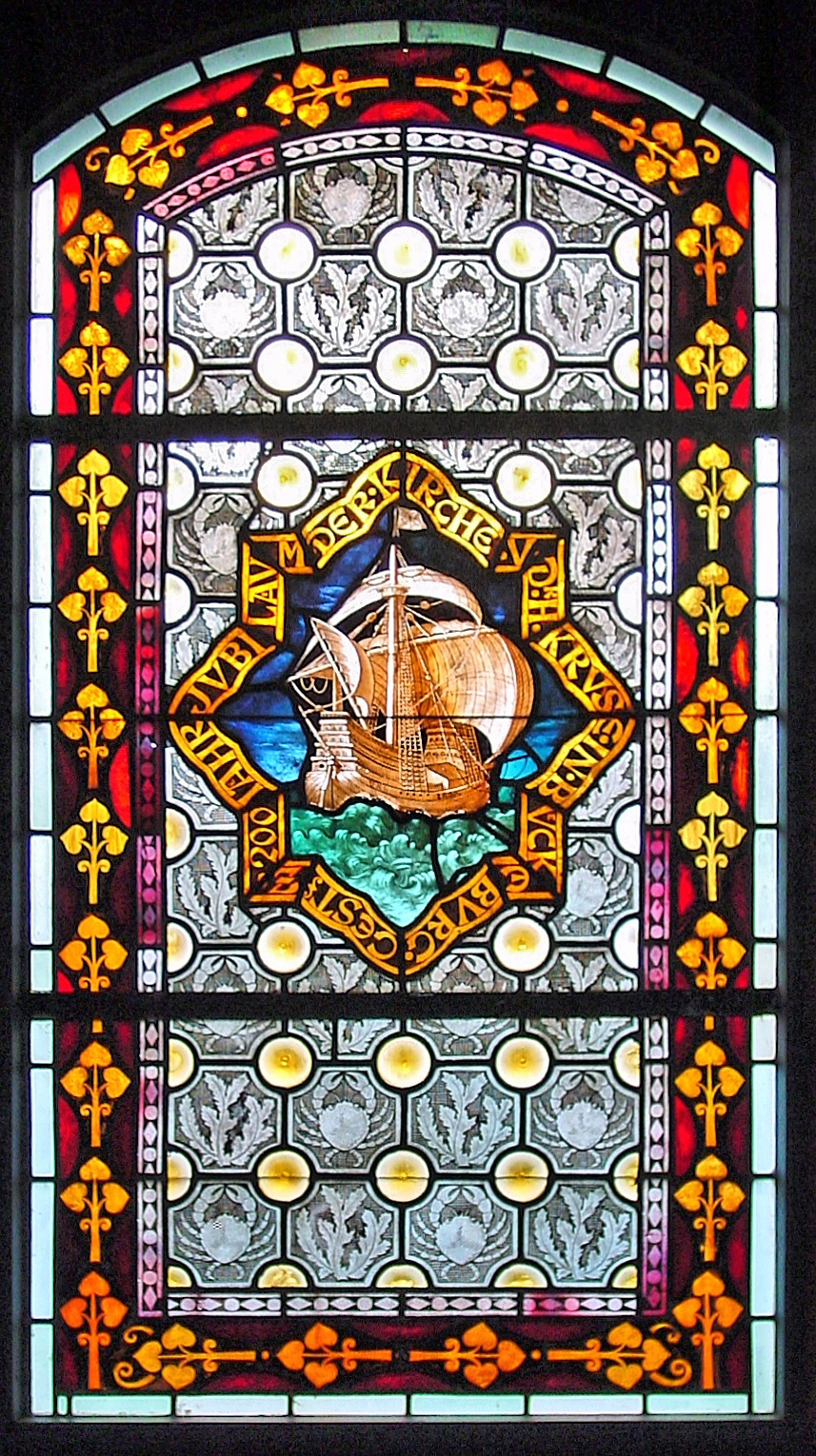
Seitenfenster in der Alten Inselkirche

Die evangelisch-lutherische Alte Inselkirche wurde 1696 auf der ostfriesischen Insel Spiekeroog errichtet. Sie ist das älteste erhaltene Gotteshaus auf einer ostfriesischen Insel.

## Geschichte
Erstmals wird im Jahre 1525 ein Gotteshaus auf Spiekeroog erwähnt und 1527 wurden erste bauliche Mängel vermeldet. Das Mauerwerk begann zu bröckeln und musste instand gesetzt werden. Rund hundert Jahre später wurde ein Neubau errichtet, der sich schon wenig später als zu klein für die Inselbewohner erwies. Daher wurde diese Kirche im Jahr 1696 durch den heute noch bestehenden rechteckigen Backsteinbau ersetzt.
Aus dem Jahre 1765 liegt ein Bericht vor, der die Kirche als in ziemlichem Stande, also renoviert, bezeichnet. 1840 wurden Emporen in das Gebäude eingebaut.
Der westliche Vorbau wurde später angebaut und diente zwischenzeitlich auch als Bootsschuppen und Leichenhalle. Der Dachreiter mit Glocke wurde 1865 angefügt.
1869 wurde bei Arbeiten unter dem Fußboden ein Skelett entdeckt, das dem 1721 verstorbenen Insel-Pastor Brüggemeier zugeordnet wird.
Das Dach ist, wie auch andere Dächer der Insel, als Schwimmdach konstruiert.
Im Jahre 1961 wurde auf der Insel ein weiteres Gotteshaus errichtet, um in den Sommermonaten genügend Platz für die zahlreichen Gäste der Insel zu haben. Seither werden in der Alten Inselkirche Gottesdienste von Anfang November bis Mitte März abgehalten. Trauungen, Taufen und Trauerfeiern von Inselbewohnern finden jedoch das ganze Jahr in der Kirche statt. Auswärtige können sich bei besonderer Inselverbundenheit ausnahmsweise in der Kirche trauen lassen, prominentes Beispiel dafür war Bundespräsident Johannes Rau, welcher sich 1982 in der Inselkirche trauen ließ.

## Ausstattung
Die spätmittelalterliche Pietà und Teile der Kanzel sollen der Überlieferung nach von einem Schiff der spanischen Armada stammen, das im Jahre 1586 vor der Insel gestrandet sein soll.
Das Altarretabel ist neugotisch. Altartisch und Altaraufsatz wurden von den Insulanern angefertigt. Das Altarbild des Berliner Malers Engels wurde von der Inselgemeinde 1896 für 300 Mark angekauft.
Die Bemalung des Innenraums aus dem Jahre 1901 wie auch die im gleichen Jahr eingebauten mit Evangelistensymbolen ausgestatteten Fenster tragen Züge des Jugendstils. Die Fenster wurden von Inselstammgästen gestiftet.
Die Renaissancekanzel wird auf das 16. Jahrhundert datiert und ist mit plattdeutschen Inschriften sowie Blumenmotiven verziert. Der Opferstock wurde 1676 aus Treibgut hergestellt.
Die Kirche wurde 1980 restauriert.
Auf dem Friedhof an der Inselkirche befinden sich mehrere Grabsteine aus dem 18. Jahrhundert.

## Orgel

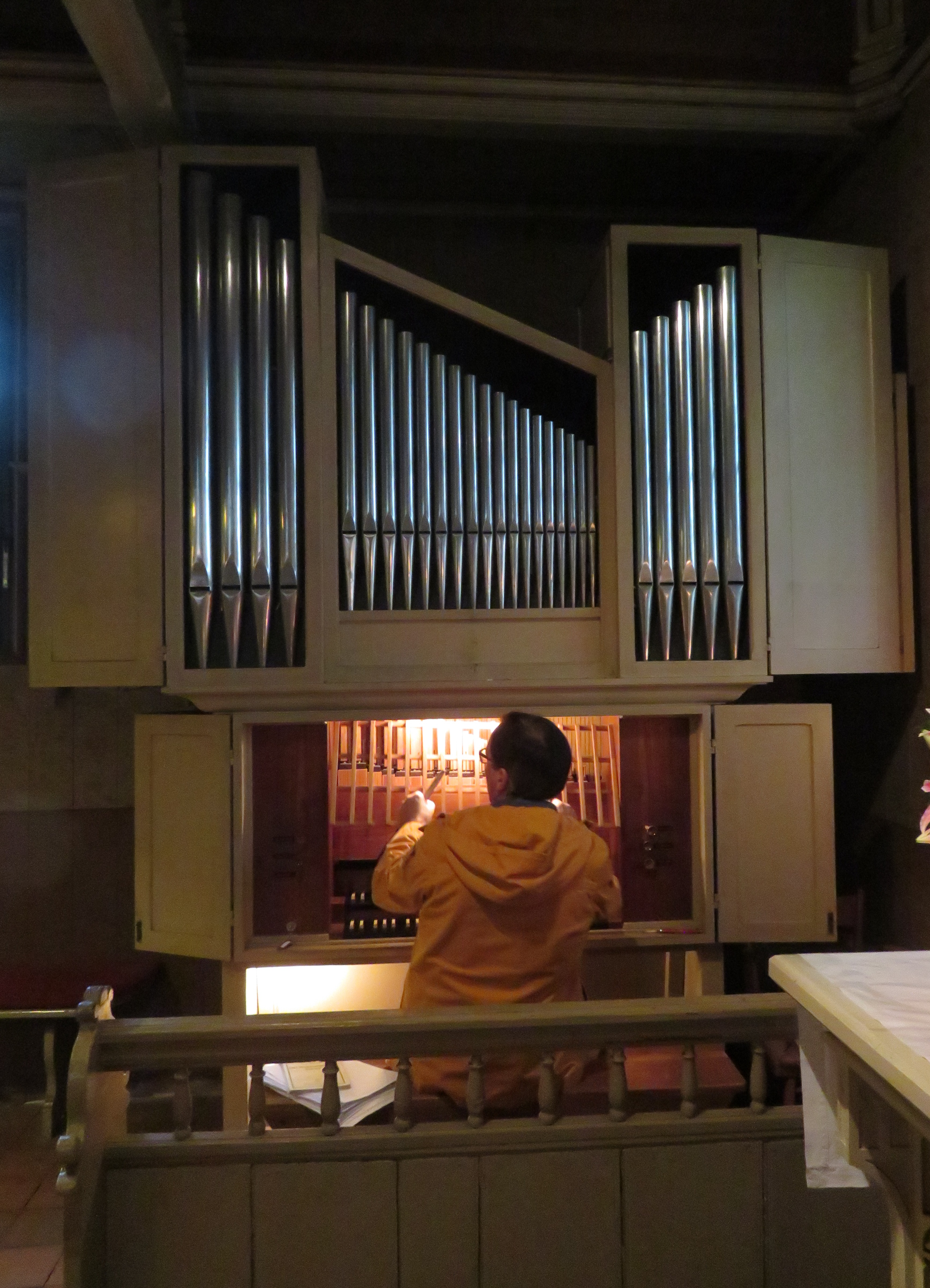
Die Orgel von Rudolf Janke (1961)

Die im Jahre 1961 als Opus 9 des niedersächsischen Orgelbauers Rudolf Janke aus Bovenden erbaute Orgel verfügt über fünf Registern auf zwei Manualen und angehängtem Pedal. Sie hatte bereits zwei Vorgängerinnen: 1837 baute Johann Gottfried Rohlfs eine kleine Orgel. 1883 schaffte die Gemeinde ein Harmonium an. Die zweite Orgel von Johann Diepenbrock (I/p/6) aus dem Jahr 1892 wurde nach dem Abbau mehrere Jahre eingelagert. Sie erhielt 1974 Schleifladen statt Kegelladen. Der Prinzipal 8′ wurde in einen 4′ umgearbeitet und das Gehäuse entsprechend angepasst. 1976 kam sie in Spetzerfehn als private Hausorgel mit vier Registern zur Aufstellung. Heute ist sie in Privatbesitz von Harm Dieder Kirschner.